# Ozothamnus cordatus
Ozothamnus cordatus là một loài thực vật có hoa trong họ Cúc. Loài này được (DC.) Anderb. mô tả khoa học đầu tiên năm 1991.